# Susan Chitabanta
Susan Chitabanta (sinh năm 1953) là một tiểu thuyết gia và nhà văn viết truyện ngắn Zambian. Bà là tiểu thuyết gia phụ nữ đầu tiên được xuất bản bởi Tổ chức Kenneth Kaunda.

## Công trinh
- Behind the Closed Door (1992) ISBN 978-9982010412
- Ombela umo ombela (2002) (truyện ngắn) (Bemba) Lusaka: Hội Nhà văn Phụ nữ Zambia ISBN 9789982991179    63 trang.
- A Lie to a Liar (1997) [2]

Xuất bản trong The heart of a woman: Short stories from Zambia